# Graffi
Graffi è un singolo del cantautore italiano Maninni, pubblicato il 1º settembre 2023 come secondo estratto dal primo album in studio Spettacolare.

## Descrizione
Il brano, scritto dallo stesso cantautore con Antonella Sgobio e Giovanni Pollex, è prodotto dallo stesso Maninni con Enrico Brun e Marco Paganelli.

## Video musicale
Il video musicale è stato pubblicato il 29 settembre 2023 attraverso il canale YouTube del cantautore.

## Tracce
Testi di Alessio Mininni, Antonella Sgobio e Giovanni Pollex, musiche di Enrico Brun.
1. Graffi – 3:00